# Acacia latisepala
Acacia latisepala är en ärtväxtart som beskrevs av Leslie Pedley. Acacia latisepala ingår i släktet akacior, och familjen ärtväxter. Inga underarter finns listade i Catalogue of Life.